# 梅嵜英毅
梅嵜 英毅（うめざき えいき、1964年〈昭和39年〉4月24日 - ）は、日本のバスケットボール指導者。福岡県出身。

## 人物
福大大濠高、日体大で選手を経験し、卒業後は指導者に転じ1990年から1994年まで日立那珂（現・日立ハイテク）、1995年から1998年まで富士通、1998-99年は積水化学でそれぞれヘッドコーチを務め、積水化学廃部後の1999年に日立ハイテクヘッドコーチに復帰。
2007年、山梨学院大学女子バスケットボール部監督就任。
2001年よりバスケットボール女子日本代表コーチも兼任し、2004年アテネ、2016年リオデジャネイロの2度のオリンピックに出場。
2019年4月3日、JX-ENEOSサンフラワーズヘッドコーチ就任。
2021年5月17日、地元のBリーグクラブであるライジングゼファー福岡ヘッドコーチに就任。
2022年、アイシン ウィングスヘッドコーチ就任。
2025年、アイシンHCを退任。
元シャンソン化粧品ヘッドコーチの梅嵜周毅は一つ下の弟。